# Amarodytes
Amarodytes là một chi bọ cánh cứng trong họ Dytiscidae.
Chi này được Régimbart miêu tả khoa học năm 1900.

## Các loài
Các loài trong chi này gồm:
- Amarodytes boggianii Régimbart, 1900
- Amarodytes duponti (Aubé, 1838)
- Amarodytes guidi Guignot, 1957
- Amarodytes oberthueri Régimbart, 1900
- Amarodytes percosioides Régimbart, 1900
- Amarodytes plaumanni Gschwendtner, 1935
- Amarodytes pulchellus Guignot, 1955
- Amarodytes segrix Guignot, 1950
- Amarodytes testaceopictus Régimbart, 1900
- Amarodytes undulatus Gschwendtner, 1954